# Saint-Christophe-en-Bazelle
Saint-Christophe-en-Bazelle és un municipi francès, situat al departament de l'Indre i a la regió de Centre – Vall del Loira. L'any 2007 tenia 379 habitants.

## Demografia

### Població
El 2007 la població de fet de Saint-Christophe-en-Bazelle era de 379 persones. Hi havia 172 famílies, de les quals 56 eren unipersonals (12 homes vivint sols i 44 dones vivint soles), 68 parelles sense fills, 44 parelles amb fills i 4 famílies monoparentals amb fills.
La població ha evolucionat segons el següent gràfic:
Habitants censats

### Habitatges
El 2007 hi havia 271 habitatges, 173 eren l'habitatge principal de la família, 63 eren segones residències i 36 estaven desocupats. 265 eren cases i 5 eren apartaments. Dels 173 habitatges principals, 130 estaven ocupats pels seus propietaris, 37 estaven llogats i ocupats pels llogaters i 6 estaven cedits a títol gratuït; 1 tenia una cambra, 17 en tenien dues, 39 en tenien tres, 54 en tenien quatre i 62 en tenien cinc o més. 130 habitatges disposaven pel capbaix d'una plaça de pàrquing. A 88 habitatges hi havia un automòbil i a 66 n'hi havia dos o més.

### Piràmide de població
La piràmide de població per edats i sexe el 2009 era:
| Homes | Edats   | Dones |
| ----- | ------- | ----- |
| 0     | 95 o +  | 0     |
| 4     | 90 a 94 | 0     |
| 8     | 85 a 89 | 8     |
| 4     | 80 a 84 | 4     |
| 24    | 75 a 79 | 8     |
| 4     | 70 a 74 | 20    |
| 16    | 65 a 69 | 16    |
| 8     | 60 a 64 | 12    |
| 12    | 55 a 59 | 0     |
| 16    | 50 a 54 | 16    |
| 24    | 45 a 49 | 20    |
| 4     | 40 a 44 | 8     |
| 8     | 35 a 39 | 4     |
| 8     | 30 a 34 | 8     |
| 12    | 25 a 29 | 4     |
| 8     | 20 a 24 | 4     |
| 24    | 15 a 19 | 12    |
| 8     | 10 a 14 | 8     |
| 4     | 5 a 9   | 4     |
| 8     | 0 a 4   | 8     |

## Economia
El 2007 la població en edat de treballar era de 209 persones, 144 eren actives i 65 eren inactives. De les 144 persones actives 125 estaven ocupades (67 homes i 58 dones) i 19 estaven aturades (9 homes i 10 dones). De les 65 persones inactives 34 estaven jubilades, 11 estaven estudiant i 20 estaven classificades com a «altres inactius».

### Ingressos
El 2009 a Saint-Christophe-en-Bazelle hi havia 169 unitats fiscals que integraven 386 persones, la mediana anual d'ingressos fiscals per persona era de 16.499 €.

### Activitats econòmiques
Dels 19 establiments que hi havia el 2007, 2 eren d'empreses extractives, 3 d'empreses de construcció, 7 d'empreses de comerç i reparació d'automòbils, 1 d'una empresa d'hostatgeria i restauració, 1 d'una empresa financera, 1 d'una empresa immobiliària, 1 d'una empresa de serveis, 1 d'una entitat de l'administració pública i 2 d'empreses classificades com a «altres activitats de serveis».
Dels 4 establiments de servei als particulars que hi havia el 2009, 1 era una oficina bancària, 1 lampisteria, 1 electricista i 1 restaurant.
Els 3 establiments comercials que hi havia el 2009 eren botiges de menys de 120 m².
L'any 2000 a Saint-Christophe-en-Bazelle hi havia 19 explotacions agrícoles que ocupaven un total de 935 hectàrees.

## Equipaments sanitaris i escolars
El 2009 hi havia una escola elemental integrada dins d'un grup escolar amb les comunes properes formant una escola dispersa.

## Poblacions més properes
El següent diagrama mostra les poblacions més properes.